# Botryohypoxylon
Botryohypoxylon — монотиповий рід грибів порядку Dothideales із нез'ясованим до кінця систематичним положенням. Назва вперше опублікована 1986 року.

## Класифікація
До роду Botryohypoxylon відносять 1 вид:
- Botryohypoxylon amazonense (анаморфа — Iledon versicolor Samuels & J.D.Rogers 1986).

## Поширення та середовище існування
Знайдений на мертвому стовбурі Leguminosae у Венесуелі.